# Manuel Lima
Manuel Lima (geboren 3. Mai 1978 in São Miguel, Azoren) ist ein portugiesischer Informationsdesigner.

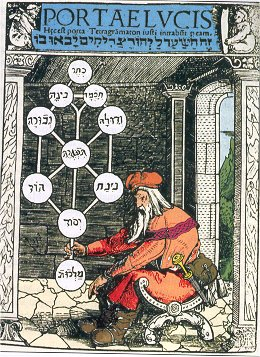
Beispiel für ein Baumdiagramm. Abbildung auch bei Lima: Visual complexity, 2011, S. 24

## Leben
Manuel Lima studierte von 1996 bis 2002 Industrial Design an der Universidade Técnica de Lisboa (UTL). Danach machte er einen Master (M.F.A.) an der Parsons School of Design in New York City. Er arbeitet seither freiberuflich in verschiedenen Projekten der Informationstechnik, so bei der Werbeagentur R/GA, und als Dozent für Information Design bei Parsons.
Lima hat bis 2014 zwei beachtete Bücher zur Informationsvisualisierung veröffentlicht. Er ist Fellow der Royal Society of Arts. 
Lima arbeitete für das Dänische Designstudio Kontrapunkt für den Mobiltelefonhersteller Nokia, und Microsoft Bing. Derzeit arbeitet er für Codecademy. 

## Schriften
- Visual Complexity: Mapping Patterns of Information. New York: Princeton Architectural Press, 2011 ISBN 978-1-568-98936-5
- The Book of Trees: Visualizing Branches of Knowledge. Vorwort Ben Shneiderman. New York: Princeton Architectural Press, 2014 ISBN 978-1-616-89218-0